# David L. Morril
David Lawrence Morril, född 10 juni 1772 i Epping, New Hampshire, död 28 januari 1849 i Concord, New Hampshire, var en amerikansk politiker (demokrat-republikan). Han representerade delstaten New Hampshire i USA:s senat 1817–1823. Han var guvernör i New Hampshire 1824–1827.
Morril gick i skola i Phillips Exeter Academy. Han studerade sedan medicin och arbetade som läkare 1793-1800. Han studerade därefter teologi och verkade som präst 1802–1811.
Morril efterträdde 1817 Thomas W. Thompson som senator för New Hampshire och efterträddes 1823 av Samuel Bell. Han gifte sig 1824 med Lydia Poor. Äktenskapet var hans andra. Paret fick fyra barn.
Morril efterträdde 1824 Levi Woodbury som guvernör och efterträddes 1827 av Benjamin Pierce.
Presbyterianen Morril gravsattes på Old North Cemetery i Concord.